# 3-Hydroxybutyrate déshydrogénase
La 3-hydroxybutyrate déshydrogénase est une oxydoréductase qui catalyse la réaction :
|               | + NADH + H+ {\displaystyle \rightleftharpoons } NAD+ + |                       |
| acétylacétate |                                                        | (R)-β-hydroxybutyrate |

Cette enzyme intervient dans le métabolisme des corps cétoniques (cétogenèse) ainsi que dans celui du butyrate.